# Rask-Ørsted Fondet
Rask-Ørsted Fondet var en offentlig finansieret fond oprettet i 1919 med det formål at støtte dansk deltagelse i det internationale forskningssamarbejde.
Fondet spillede en væsentlig rolle for forskningsfinansiering i Danmark indtil det blev nedlagt i 1972 i forbindelse med oprettelsen af Planlægningsrådet for Forskningen under Forskningsministeriet.
Rådet skulle give forskningspolitisk rådgivning til regering og Folketing under hensyntagen til samfundsudviklingen, herunder forskningens nyttiggørelse for samfundet.
De offentlige fondsfunktioner i forbindelse med forskning blev samtidigt lagt ind i en række statslige Forskningsråd repræsenteret i Planlægningsrådet for Forskningen.